# 銀二貫
『銀二貫』（ぎんにかん）は、髙田郁による日本の時代小説。2008年の第2回日経小説大賞にて最終候補作品となり、翌2009年6月10日に幻冬舎より刊行された。父を仇討ちで亡くし、大坂天満の寒天問屋の主人に銀二貫と引き換えに命を救われた武士の子が、商人として成長する姿を描いた人情劇。
大阪の書店員らが大阪ゆかりの小説の中から「ほんまに読んでほしい」本を選ぶ「Osaka Book One Project」の第1回（2013年）受賞作品。
2014年4月よりNHK総合テレビの木曜時代劇枠にてテレビドラマ化された。また、2015年11月に宝塚歌劇団により『銀二貫 -梅が枝の花かんざし-』と題して舞台化、2017年6月に松竹により舞台化された。

## あらすじ
第1章：仇討ち買い
安永7年（1778年）睦月、大坂の寒天問屋「井川屋」主人和助は、建部玄武が彦坂数馬を仇討ちしようとする場面に遭遇する。数馬は玄武に斬られて瀕死の重傷を負い、10歳になるその子鶴乃輔が玄武から数馬を守ろうとしていた。和助は、前年師走の19日の大火で焼失した天満天神宮への寄進のために都合した銀2貫を玄武に渡し、代わりに仇討ちを断念させる。数馬は亡くなったが、鶴乃輔は井川屋に寒天を納めている美濃志摩屋で1か月の修行をした後、井川屋の丁稚松吉として新しい人生を送ることとなる。
第2章：商人の矜持
12歳になった松吉は、取引先の乾物商、山城屋に「井川屋は高級料理屋浮舟にだけ上質の伊豆の寒天を卸し、小商いの自分たちをないがしろにしている」と嫌みを言われる。松吉の弁明を聞いて、山城屋は納得してくれたが、間もなく大店の乾物商松葉屋も、同じ理由で取引停止を通達してくる。井川屋では、山城屋夫婦の協力により、浮舟が産地偽装を行なっていることをつかみ、取引停止を言い渡す。浮舟の主に代わって謝罪する板長の嘉平に、和助は「主人の間違いを諫めるのも奉公人の務めだ」と諭す。井川屋番頭善次郎に真相を聞いた松葉屋も、和助に謝罪し、取引再開を求めてくる。
第3章：真帆
松吉は15歳になり、井川屋で働くようになって5年たったが、信心深い善次郎は、未だに天満宮に寄進するはずだった銀2貫で松吉が買い取られたことに納得できず、何かにつけて松吉に嫌みをぶつけていた。
そんな中、松吉は浮舟の元板長で、「真帆屋」という料理屋を開いた嘉平と再会する。その娘で、すっかり松吉を気に入ってままごと遊びなどに誘う真帆は、未だ寒天の味わいや価値を理解できずにいた松吉の悩みを読み取り、嘉平に助力を願った。その意を汲んだ嘉平は、松吉に寒天を使った料理を食べさせて目を開かせてくれる。真帆と嘉平の優しさに触れた松吉は、ぽたぽたと涙を流す。
第4章：同月同日の大火
井川屋の寒天を使った嘉平の料理「琥珀寒」は、大坂の町で評判となる。しかし、嘉平はなおも新しい料理を模索していた。そして、松吉に「茹でて蒸した里芋を固められるほどの、今の倍の腰のある寒天ができたら、料理の幅が広がる」とつぶやく。
だが、6年前の大火と同じ師走19日、再び大坂を大火が襲う。そして、嘉平の店は跡形もなく焼けてしまい、嘉平や真帆を始め、他の家族・奉公人の行方も不明となってしまう。善次郎は、前回の大火と同月同日に井川屋の上得意が不幸にあったのは、自分たちが銀2貫を寄進しなかったためであり、ひいては松吉のせいだと言う。善次郎をたしなめた和助だったが、松吉には、善次郎が若い頃に大火で奉公先を失ったことを教え、彼のつらい仕打ちに耐えて欲しいと願う。
松吉は連日真帆たちの行方を求めて船越町をさまよい、善次郎もそれに対して何も言わなかったが、やがて焼け跡に新しい家が建ち始めると、松吉はついに捜索をあきらめた。
第5章：再会
天明6年（1786年）、被災から9年たって、ようやく天満宮の社殿が再建される。師走19日に、4人で天満宮に詣でた井川屋の面々は、頭から手拭いをかぶった真帆に似た少女と、その子を「おてつ」と呼んで、半狂乱になって探し当て、背負って連れ帰った中年女を見かける。
天明8年（1788年）如月1日、今度は京都を大火が襲う。松吉が美濃志摩屋の安否確認に派遣されるが、七条にあった店は全焼していた。焼け跡で、寒天場で1か月過ごしたときに良くしてくれた半兵衛と出会い、主人一家や奉公人は無事だと聞かされたが、美濃志摩屋の財産はすべて灰になり、寒天場も被災者に踏み荒らされたか、見る影もなかった。そのため、美濃志摩屋の主人はすっかり意気消沈しているという。松吉の報告を受けた和助は、ようやくためた銀1貫を、美濃志摩屋に寄付することにする。
仕入れ先を失って、井川屋はしばらく商いを休むことにした。夜見世を冷やかす暇ができた先輩丁稚の梅吉は、母娘でやっている団子屋の屋台が繁盛しているが、その娘の顔の右半分が、やけどで醜く引きつれていたと松吉に語る。
そんな中、船越町に新しくできた料理屋が、「琥珀寒」と名付けた紛い物を販売し始める。その店を訪れた松吉は、その店の奉公人と手拭いをかぶった若い女がもめているところに出くわした。こんなものは琥珀寒の紛い物だから、代金は払わないと言う娘は、奉公人に殴られて倒れた。その顔は、右半分が火傷で引きつれていたが、左半分は紛れもなく真帆の顔だった。しかし、「嬢（いと）さん」と呼びかける松吉に、その娘は人違いだと言い張る。なおも松吉が追いすがると、野次馬が「化け物が男に追われている」とはやし立て、傷ついた娘は松吉に「こんな仕打ち、むごい」と言い残して走り去ってしまう。
第6章：約束
火傷の娘と別れた翌日、松吉は梅吉に聞いた屋台見世を尋ねる。そして、家に帰る母娘の後をつけ、再び火傷の娘に「嬢さん」と声をかける。すると、お広と呼ばれていた母親が出てきて、娘を「おてつ」と呼び、松吉が真帆だと言うと、取り乱した様子で「お前はおてつだろう？」と娘に何度も尋ねた。その様子に、松吉は引き下がらざるを得なかった。
その翌日、火傷の娘が井川屋を訪れた。そして、自分は確かに真帆であると語り、火事から逃げる途中に嘉平を失い、お広もまた同じ場所で娘のおてつを失って、一緒に逃げたこと、それ以来お広は自分のことをおてつだと思い込んでいることを説明した。そして、お広の心が壊れないよう、明日からは道で会っても、自分は知らない女としてやり過ごして欲しいと願う。
お広の元に帰る真帆を天満橋まで送った松吉に、真帆は嘉平が言い残した「今の倍の腰がある寒天」を完成させて欲しいと言い、松吉はそれを約束した。そして、摂津国の原村にある半兵衛の寒天場に修行に出して欲しいと和助に願った。こうして、松吉が腰の強い寒天を作るための、長きにわたる試行錯誤の日々が始まる。
第7章：さらなる試練
半兵衛の作った寒天は評判を博し、井川屋も大いに繁盛した。そんな中、松吉は今年も寒天場に行かせて欲しいと和助に願う。なんと、それをこれまでずっときつく当たってきた善次郎が応援してくれた。ところが、その冬も、さらに3年目の冬も、腰の強い寒天作りは失敗に終わった。
その次の年には、またも大坂を大火が襲い、真帆とお広も被災したが、真帆は自分たちの無事を知らせるため、井川屋の戸口に簪を差し込み、そこに自分の手拭いをかけていた。そんな真帆に報いようと意気込む松吉だったが、4年目の冬も寒天作りは失敗する。こうして、松吉はいったん寒天作りをあきらめた。
寛政4年（1792年）の皐月16日、今度は天満一体を大火が襲う。井川屋は無事だったが、天満宮がまたも焼失してしまう。山城屋も店を失い、夫婦が意気消沈しているのを心配した梅吉は、いったんは断った養子話を受け入れることにする。その意気に目を開かれた松吉は、5年目の冬も寒天作りに行かせて欲しいと和助に願った。天満宮を焼かれ、梅吉に去られて気弱になっていた和助と善次郎は強く反対したが、松吉は翌日黙って半兵衛の元に向かう。
第8章：結実ひとつ
半兵衛の元で5年目の冬を迎えた松吉は、さらなる試行錯誤の上、ついに強い弾力を生み出す糸寒天を完成させる。そして、糸寒天の試作品と共に井川屋に戻る船中で、松吉はまずい羊羹を買い求める。そこから寒天を具材を固めるために使うのではなく、つなぎとして使ってはどうかという発想を得る。井川屋では、勝手に店を飛び出した松吉を責めもせず、さっそく糸寒天の試食が行なわれる。和助も善次郎も、その食感に驚く。
その日、和助は松吉を連れてお広の団子屋を訪れる。そして、松吉と、おてつの名で生きる真帆をお広の前で引き合わせ、今後は堂々と松吉が団子屋を訪れることができるようにしてくれた。
松吉は、真帆の作る団子が餡でできていたのを見て、糸寒天を餡のつなぎに使えないかと試作を始めた。善次郎の取りなしもあって、和助は糸寒天の半分を松吉の自由にして良いと許可を与える。
第9章：迷い道
和助は、試作品の糸寒天を使った「虫養い」という菓子を開発し、客に無償で提供する。これが当たって、井川屋の評判はうなぎ登りとなり、翌年には本格的に仕入れるようになった糸寒天が飛ぶように売れる。一方、松吉が行なっていた、糸寒天を餡のつなぎにするという研究は、その後も試行錯誤を繰り返すばかりだった。
度重なる失敗に疲れた松吉は、真帆に会いたいと思うが、せっかく和助が道を開いてくれたにもかかわらず、その後一度も会いに行っていなかった。梅吉には「4年も会わずにいられるのは、惚れていない証拠だ」と指摘されるが、松吉本人は真帆への恋愛感情を自覚しており、惚れているからこそ会えないのだと思う。
寛政9年の水無月、大火の後で主人が亡くなった美濃志摩屋の後を継いだ孝三が、井川屋を訪れる。そして、半兵衛との取引を停止するように要求した。和助はそれに反論し、逆に美濃志摩屋との取引を停止してしまう。
翌月、ついに銀2貫が貯まる。いよいよ天満宮へ寄進しようとしたとき、半兵衛が店にやってきた。孝三が手を回し、今まで使っていた丹後産の天草が使えなくなったため、来年は糸寒天が納められなくなったという。そこで和助と善次郎は、半兵衛が伊豆産の天草を仕入れることができるようにと、ようやく貯めた銀2貫を、迷いもなく差し出した。それに対して松吉は、自分一人が迷い道の中を歩いているようだと感じる。
第10章：興起の時
研究に根を詰める松吉のことを心配した和助と善次郎の勧めに従い、松吉は母親の墓参のために、故郷の苗村藩に出かけることになった。出立前にお広に風呂敷を返しに行った松吉は、真帆に縁談が持ち上がったことを知る。この話をどう思うかと意見を聞かれた松吉は、「相手は真帆のことを大事にしてくれる人だすか？」と尋ね返した。お広はただ口ごもるだけだった。真帆とも顔を合わせ、墓参に行ってくると伝えると、真帆は「松吉、私、ほんまは」と絞るようにつぶやいて走り去る。松吉は、追いかけて抱きすくめたい衝動に駆られたが、動くことができなかった。
苗村についてみると、あれほど貧しかった故郷の光景がすっかり変わっており、当時は存在しなかった清流が村を貫き、豊かな水田が広がっていた。村の老人に話を聞くと、20年ほど前に苗村藩は取り潰され、今は尾張藩の支配下にあると告げられた。そして、取りつぶしのために藩士たちが路頭に迷いかけたとき、昨日死んだ建部玄武が銀2貫もの大金を差し出し、新田開発を提案した。そのおかげで希望を見いだした藩士たちは、刀を捨てて田畑を耕し、天明の大飢饉も誰も欠けずに乗り越えたという。そして、老人は土産にと村特産の小豆をくれた。松吉は、この29年の人生のすべてが報われ、赦されたと感じ、涙する。
大坂に戻ってきた松吉は、お広が心臓病のために長くないと聞かされた。病床のお広は、枕元に来た松吉と真帆を見比べて「よう似合うてる」と語り、最後に「おてつ、もうええよ」とつぶやいてこと切れる。
お広の葬儀から戻った夜、井川屋に半兵衛が現れ、伊豆産天草を仕入れる仕組みが成ったことを知らせる。その帰り際、半兵衛は松吉に、自分で餡を作ってみたらどうかと提案し、諦めずに一歩一歩進めと励ました。松吉は、これまでの半兵衛の苦労と、苗村藩士たちの努力を思い浮かべながら、自分も何度挫折してもまた立ち上がってやると決意する。
最終章：銀二貫
お広の葬儀から初七日過ぎまで、ずっと真帆の面倒を見ていた山城屋のご寮（りょん）さんが、松吉に、彼と真帆とが慕い合っているのは、誰に目にも明らかだと言い、お広も二人が結ばれることを望んでいたと語る。それを聞いた松吉は、真帆の元に走って行き、彼女を強く抱きしめる。こうして、二人は結婚を約束する。しかし、その時期は、天満宮への寄進が済んでからということになる。
餡のつなぎ作りは、梅吉の提案により、真帆の助けを借りることになった。そして二人は、ついに練り羊羹を作り上げる。翌日、和助に報告した松吉は、この技術は公開し、自分が独り占めにするつもりはないと語る。
寛政12年（1800年）睦月10日。和助の養子となった松吉と真帆は、この日祝言を挙げる。2人が婚約して3年、それぞれ32歳と27歳になっていた。そして、井川屋は、22年越しで天満宮への寄進を行なう。
念願の寄進を終えて安心したのか、82歳の和助は寝込むことが多くなる。和助の枕元に来た善次郎が呼びかけると、夢を見ていたらしい和助は、「なあ、善次郎、私はええ買い物、したなあ」とつぶやく。善次郎も、仇討ち買いのことを言っているのだと悟り、涙声で「へえ、旦那さん。ほんに安うて、ええ買い物でおました」と答える。

## 登場人物
松吉（まつきち）
元は、美濃国苗村藩藩士彦坂数馬の一人息子鶴乃輔（つるのすけ）。母は7歳の時に亡くしている。
父が同僚を斬って脱藩したのについて各地を放浪していた。そして、父が斬った同僚の息子、建部玄武に仇討ちとして斬り付けられたところを、和助に銀2貫で贖われ、助けられた。父はそのまま亡くなったため、伏見にある寒天場「美濃志摩屋」で1年間修行した後、和助が主人を務める寒天問屋「井川屋」に、丁稚「松吉」として奉公することとなった。
武士の子として育ったため、姿勢が良く、それをよく善次郎に注意される。
寒天の価値を教えてくれた料理人嘉平とその娘の真帆を大火で失ったと思っていたが、後に団子屋台を営むお広の娘おてつとして生きる真帆と再会する。そして、お広のために真帆の名を捨てた彼女に、嘉平が求めていた「倍の腰のある寒天」を開発することを約束して別れた。そして、何年も試行錯誤を重ね、ついにそれを完成させた。
その後、和助の養子となり、32歳の時に真帆と祝言を挙げた。
真帆（まほ）
かつての「浮舟」の板長で、後に「真帆屋」の主となった嘉平の娘。母は3歳の時に亡くしている。
10歳の時、15歳になった松吉と出会い、すっかり気に入ってままごと遊びなどで「松吉と遊んであげている」。松吉が寒天の味わいを理解できずに悩んでいたのを見抜き、嘉平に助力を願った。そのおかげで松吉は寒天の価値に気づかされる。
しかし、その年に起こった大火で嘉平と祖父、店と奉公人たちをすべて失ってしまい、自分も顔の右半分にひどい火傷を負ってしまうが、娘を失ったお広に助けられた。娘を失った悲しみのあまり、真帆を娘「おてつ」と思い込むお広のため、おてつになり切り、お広が営む団子の屋台見世を手伝いながら生きてきた。
大火の5年後、松吉と再会したが、お広のために今後もおてつとして生きていくことを井川屋の面々に宣言した。その帰り道、松吉に、父が求めていた「倍の腰のある寒天」を作るよう願って別れた。
25歳の時、お広を病気で失う。そして、松吉と婚約。今後は自分を真帆と呼んでくれと願った。
27歳の時、和助の養子となった松吉と祝言を挙げて、井川屋の女将となり、間もなく懐妊した。

### 井川屋
和助（わすけ）
寒天問屋「井川屋」主人。60歳の時、父を仇討ちで斬られた鶴乃輔（松吉）を銀2貫で贖った。そして、ずっと妻帯せず後継者のいない和助は、自分の代限りと思っていた井川屋を、もしかしたら松吉になら託せるかも知れないと思い、丁稚として迎え入れた。
その後、松吉の成長を温かく見守り続け、時に厳しく、時に優しく教え導いた。松吉が嘉平が望んだような寒天作りをしたいと願ったときも、糸寒天を餡のつなぎにする研究をしたいと願ったときも、ほぼ快く許可を与えている。
基本的に温和な性格だが、浮舟の行なった産地偽装や、美濃志摩屋を継いだ孝三の半兵衛への嫌がらせなどに対しては、たとえ一時的な損を被ることになったとしても筋を通すという、商人としての矜持を有している。
松吉を養子とし、真帆をその嫁に迎えてからは、安心したのか寝込むことが多くなった。そして、枕元にやってきた善次郎に、「私はええ買い物、したなあ」と話しかける。
善次郎（ぜんじろう）
番頭。初登場時45歳。15歳のときに和助と出会い、以来彼の片腕となる。たびたび耳の痛いことも言うため、互いに独身である和助には「古女房」と呼ばれている。
非常に信心深く、おまけに武家嫌いのため、天満宮への寄進のために都合した銀2貫で買い取られた松吉を、ずっと目の敵にし、ことあるごとに嫌みを言ってきた。しかし、次第に彼を信頼して応援してくれるようになった。そして、最終的には和助に、松吉を養子に迎えるよう進言する。
摂津の百姓の家に生まれ、7歳のときに口減らしのために順慶町の乾物問屋に奉公に出された。主人一家にかわいがられ、特に年の近い嬢さんに慕われていた。延享3年（1746年）、13歳のとき、いわゆる「南蛮場焼け」の大火で店が焼けてしまい、彼を除く全員が死亡。そのため、同じく焼け出された真帆の行く末を心配し、彼女の父である嘉平の言葉に従って腰の強い寒天を開発しようとする松吉を応援した。
梅吉（うめきち）
松吉の1歳年長の丁稚。松吉が丁稚に成り立ての頃、先輩としてあれこれ優しく指導してくれた。
松吉が半兵衛の寒天場に行っている間、一人で井川屋の台所を切り盛りした。本人曰く、商いよりも奥のことを任される方が性に合うらしい。山城屋のご寮さんが寝込んだときにも奥を手伝ったことがあり、夫婦に気に入られて養子に望まれた。しかし、松吉が寒天場に出ているときだったため、老いた和助と善次郎だけを店に残すのが忍びなくて、断ってしまう。
寛政4年の大火の後、意気消沈した山城屋夫婦を気遣い、養子に入ることにした。
松吉が糸寒天を餡のつなぎにする研究をしたときは、あちこちから餡を調達してくれた。
養子に入って間もなく妻を迎え、松吉の祝言の時には、息子1人と娘1人、さらに双子の赤ん坊の父親となっている。

### 真帆の関係者
嘉平（かへい）
真帆の父。25年間浮舟で奉公し、最後は板長を務めた。産地偽装事件では、主人に代わって和助に謝罪し、和助の諭しに従って主人を諫めようとしたが、かえって井川屋に責任転嫁する噂を流した主人に愛想を尽かして店を引いた。その後、船越町に料理屋「真帆屋」を開いた。
真帆から、松吉が寒天の味わいを理解できずに悩んでいることを聞いた嘉平は、料理人の常識を破り、松吉に手伝わせながら、寒天を使った看板料理「琥珀寒」を食べさせた。そのおかげで、松吉は料理における寒天の価値に気づかされることになる。
琥珀寒の成功にもかかわらず、さらに新しい料理を模索していた。その頃、松吉に「今の倍の腰の寒天ができれば、料理の幅が広がる」と語り、それが後に松吉が糸寒天や練り羊羹を開発するきっかけを与えることとなる。
天明3年の大火のとき、真帆を連れて逃げる途中で、焼け落ちる柱に直撃されて死んだ。
お広（おひろ）
火事で娘のおてつを失い、その時現場にいた真帆を連れて逃げた。以来、娘を失った悲しみから、真帆をおてつと混同し、共に暮らすようになる。そして、順慶町に団子の屋台見世を開いたが、うまいと評判になった。寛政の南の大火で焼け出されたが、すぐに屋台見世を復活させ、寛政9年の春には店舗を構えるまでになった。
松吉が桜花堂の丁稚に叩き出されたときは、菓子店にとっての餡がどれほど大切なものかを説明し、代わりに自分の店の餡を分けようと言ってくれた。そして、真帆に縁談があるがどう思うかと松吉に尋ね、その答えを聞いて松吉こそ真帆の相手にふさわしいと思い、自ら縁談を断りに行った。
松吉が苗村の墓参から戻ってきたときには、心臓病のために死の間際だった。そして、最後に「おてつ、もうええよ」とつぶやいてこと切れる。その人柄から、葬儀には多くの弔問客が訪れた。

### 井川屋の取引先
美濃志摩屋
京都伏見にある寒天製造元。天明8年に京都を襲った大火で店と寒天場を失い、意気消沈してやがて亡くなった。そして、遠縁の孝三が後を継いだ。
山城屋（やましろや）
小商いの乾物商。40代の厳つい風貌。井川屋が「浮舟」にだけ上質の「伊豆の寒天」を卸してひいきしていると、松吉に嫌みを言ったが、松吉の弁明に納得して謝罪した。その後、和助の依頼により、「浮舟」で夫婦して食事をして産地偽造の証拠を得た。
妻が寝込んだときに、梅吉が奥を手伝ってくれ、それ以来彼を気に入って養子に迎えたいと願ったが、いったんは本人に断られた。
寛政4年に起こった大火で店を失うと、商売再開のめども立たず、妻も寝込んでしまった。しかし、梅吉が養子に入ることになり、再び生きる希望を取り戻す。
山城屋の妻
主より6、7歳若い。亡父が美濃志摩屋の職人だったため、そこでの労働がどれほど過酷か知っており、松吉が美濃志摩屋で修行したことを知って目を潤ませた。
お広の葬儀の時には、憔悴した真帆に寄り添い、その後初七日が過ぎるまで面倒を見た。そして、松吉に彼と真帆とが慕い合っているのは、誰の目にも明らかであり、お広も二人が結ばれることを望んでいたと語った。
松葉屋（まつばや）
大店の乾物商。69歳。常は鷹揚な態度だが、山城屋と同様、井川屋が浮舟ばかりをひいきしていると怒鳴り込んできて、一方的に取引停止を通達してきた。しかし、浮舟の偽装だったと分かって謝罪し、取引を再開した。
宗八（そうはち）
島之内にある4代続く老舗高級料理屋「浮舟」の主人。井川屋から仕入れた丹後産天草で作った寒天を、伊豆産と偽装した。それがばれて、井川屋から取引停止を言い渡される。すると、偽装したのは井川屋で、自分たちは騙されただけだという噂を広めたが、心ある奉公人たちが店を辞めて真相を漏らしたため、信用が地に落ち、客足が戻ることはなかった。
半兵衛（はんべえ）
松吉が美濃志摩屋で修行していたとき、優しく接してくれた兄のような寒天職人。後に独立して、摂津国島上郡の原村に寒天場を拓いた。
美濃志摩屋が大火で被災したとき、松吉と再会した。そして、腰の強い寒天を作ろうとする松吉を毎年迎え入れ、場所と材料とアイディアを提供してくれた。
併せて、井川屋が半兵衛の作る寒天を仕入れてくれるようになり、特に松吉の試行錯誤の中で生まれた糸寒天が評判となって、半兵衛の寒天場も大いに繁盛する。それを妬んだ美濃志摩屋の跡取り孝三の差し金で、丹後産の天草を使えなくなるという危機を迎えたが、井川屋が融資してくれた銀2貫のおかげで、伊豆産の天草を仕入れることができるようになり、ますます質が向上した。
糸寒天を餡のつなぎにする研究に行き詰まっている松吉に対して、自分で餡を作ってみたらどうかと提案する。その結果、ついに練り羊羹が誕生することとなった。
モデルは、高槻城山の出身で伏見の美濃屋利兵衛のもとで寒天の製法を学び、1787年（天明7年）から1788年（天明8年）頃に郷里に戻り改良を重ねて「細寒天」の製法を確立・商品化した宮田半平と推察されている。
孝三（こうぞう）
大火の後に亡くなった美濃志摩屋の後を継いだ。和助より30歳ほど若い。半兵衛の寒天場が繁盛しているのに嫉妬し、井川屋に半兵衛との取引を停止するように要求した。逆に和助から取引停止を告げられた孝三は、今度は半兵衛が丹後産の天草を使えなくなるよう手を回した。
桜花堂（おうかどう）
大坂市内で最も求心力のある高麗橋通りにある老舗菓子店。糸寒天を餡のつなぎに使う研究に行き詰まった松吉は、漉し餡のみを求めに行き、ここの丁稚に追い返された。
井川屋とは格が違い、それまで取引はなかったが、練り羊羹が完成すると、和助が主人と面談して試食させた。主人はその食感に驚き、大変な商売敵が現れたと色を失う。しかし、和助が練り羊羹の作り方は公開し、誰でも作れるようにすると言ったため、桜花堂でも井川屋から糸寒天を仕入れ、練り羊羹を作って売ることになった。

### 苗村藩
彦坂 数馬（ひこさか かずま）
松吉の父。美濃国苗村藩藩士。藩の情勢を巡って、同僚の建部源ェ門と対立し、彼を挑発して斬り合いとなり、殺害した。そのため、息子鶴乃輔（松吉）を連れて出奔したが、源ェ門の息子玄武に斬られた。和助の差し出した銀2貫によってとどめを刺されることは免れ、和助の機転で「旅人が辻斬りにあった」ことにされ医者にかかったが、間もなく息を引き取った。
建部 玄武（たてべ げんぶ）
年の頃、22、3歳の若武者。美濃国苗村藩藩士建部源ェ門の一子。彦坂数馬を父の敵と狙い、斬り付けた。とどめを刺そうとしたが、正式に仇討ち許可を取っていなかったことを見透かした和助の仲裁で、銀2貫と引き替えで見逃した。
藩が取りつぶしとなり、多くの藩士が路頭に迷いかけたとき、銀2貫を差し出し、それを元手にして新田開発をしようと提案した。
松吉が母親の墓参のために帰省した、その前日に亡くなった。
老人
元苗村藩士。松吉が、父に連れられて出奔して以来初めて苗村を訪れた際、玄武が銀2貫を差し出して村を救ったことを教えてくれた。そして、巾着に入れた特産の小豆を土産にくれた。松吉は、その小豆から真帆が作った餡を使って、練り羊羹の実用化に成功する。

## 用語

### 作中に登場する、上方を襲った大火
南蛮場焼け
延享3年（1746年）。善次郎が13歳のときに奉公先の乾物問屋が被災した。たまたま主人の使いで出ていた善次郎を除き、一家奉公人の全員が死亡。
天満焼け
安永6年（1777年）師走19日、大坂の天満で発生した。48町、5600軒が被災。大坂町民の心のよりどころである天満天神宮も焼けてしまったため、井川屋和助は美濃志摩屋に貸してあった銀2貫を回収し、寄進しようとしていたが、それは仇討ちから鶴乃輔（松吉）を贖うのに使われた。
天明3年の大火
天明3年（1783年）師走19日（前回の天満焼けと同月同日）、大坂の内平野から発生した火が、松屋町筋と谷町筋に挟まれた一体を舐め尽くし、9町1500軒が被災した。堀越町にあった真帆屋も焼けてしまい、嘉平や、真帆を除く家族・奉公人も全員死亡。真帆も顔の半分にやけどを負い、しばらく行方知れずとなる。
天明4年の大火
天明4年（1784年）如月、曾根崎新地から出た火が、堂島川以北の曾根崎を全焼し、13の町が被災した。さらに、凶作が重なって、大坂の町は二重のダメージを受けることとなった。
天明8年の大火
天明8年（1788年）如月1日、京都の宮川町で発生し、その後市内を焼き尽くした。美濃志摩屋も被災し、店と寒天場を失ってしまう。
寛政の南の大火
寛政3年（1791年）神無月10日の早朝に発生し、堀江と島之内を焼き尽くして、87町13000軒あまりを灰にした。真帆とお広も被災した。
寛政の北の大火
寛政4年（1792年）皐月16日に北船場から天満にかけてを襲った。89町10542軒が焼失。天満天神宮も、山城屋も焼けてしまった。

### 上方の奉公人の名
奉公人が本名をそのまま名乗ることは滅多になく、多くの場合、本名の一字を取り、丁稚は「-吉」、手代は「-七」、番頭は「-助」と名付けられる。たとえば、本名が鶴乃輔ならば、鶴吉・鶴七・鶴助のように。本作の鶴乃輔の場合、井川屋で以前働いていた丁稚「鶴吉」がどうにも役に立たず、辞めてもらった経緯があるため、「松吉」と呼ばれることになった。

## 書誌情報
- 銀二貫（2009年6月10日、幻冬舎、ISBN 978-4-344-01683-5）
- 銀二貫（2010年8月5日、幻冬舎文庫、ISBN 978-4-344-41532-4）
- 銀二貫（2022年11月15日、ハルキ文庫、ISBN 978-4-758-44527-6）

## テレビドラマ
NHK総合テレビの「木曜時代劇」枠で2014年4月10日から6月5日まで放送された。連続9回。主演は本作が時代劇初主演となる林遣都、ヒロインは松岡茉優と芦田愛菜（子ども時代）が2人1役で演じる。
撮影期間は2013年11月下旬から2014年2月中旬。
キャッチコピーは「なにわ商人（あきんど）のええ話でおます」。

### キャスト

#### 主要人物
- 松吉 - 林遣都（幼少期・彦坂鶴之輔：玉山詩）
- 真帆・おてつ - 松岡茉優（幼少期：芦田愛菜）
- 善次郎 - 塩見三省（幼少期：宮本弘佑、屋島昂太）
- お里 - いしのようこ
- 嘉平 - ほっしゃん。
- 梅吉 - 尾上寛之（幼少期：向鈴鳥）
- 半兵衛 - 板尾創路
- 彦坂数馬 - 石黒賢
- 建部玄武 - 風間俊介
- お広  - 映美くらら
- お咲 - 浦浜アリサ
- 山城屋与平 - 渋谷天外
- 松葉屋藤三郎 - 団時朗
- お和歌 - 萬田久子
- 和助 - 津川雅彦

#### ゲスト
複数回登場の場合は括弧（）内に表記。
第一回
- 政江 - 音月桂
- 松七 - 佐藤太一郎（幼少期：大野真矢）（第二回、最終回）
- 竹吉 - 中村大輝（幼少期：福栄新）（第二回、最終回）
- 清二 - 関貴昭

第二回
- 浮舟宗八 - 西川忠志
- 真帆の祖父 - 上村厚文（第三回）
- 多佳 - 徳田尚美（第五回、第六回、第七回）
- 浮舟屋の女衆 - 金子珠美
- なか - 小谷早弥花（第三回、第七回、第八回）
- よし - 大島夏乃（第三回）
- かね - 原野琴美（第三回、第七回、第八回）

第三回
- 乾物屋 - 村上かず（第七回）
- 甘味処 - 大竹修造
- 武士 - 藤間宏衛門

第四回
- お花 - 安養寺可蓮、古野本二葉

第七回
- 茶屋娘 - 真由子
- 長屋の男 - 蟷螂襲（第八回）
- 長屋の男 - や乃えいじ
- 美濃志摩屋孝三 - 上村好宏
- 菓子屋 - 門田裕
- 八重 - まつこ（最終回）

第八回
- 建部源エ門 - 大鷹明良
- 美津 - 梅田千恵
- 玄武の妻 - 西村亜矢子
- 医者 - 酒井高陽、後藤基治
- 元藩士の百姓 - 孫高宏、今中ひろし

最終回
- お咲の夫 - サキタハヂメ
- 桜花堂手代 - 辻本祐樹
- 井川屋手代 - 山形匠
- 井川屋女衆 - 鎮西寿々歌

### スタッフ
- 原作 - 髙田郁 『銀二貫』より
- 脚本 - 森脇京子、岡本貴也
- 音楽 - サキタハヂメ
- 語り（テンちゃん） - 山口智充
- 演出 - 梛川善郎、小島史敬
- 制作統括 - 山本敏彦
- 製作協力 - 松竹撮影所
- 制作・著作 - NHK大阪放送局

### 放送日程
| 話数                                                      | 放送日  | サブタイトル       | 原作                | 脚本     | 演出     |
| --------------------------------------------------------- | ------- | ------------------ | ------------------- | -------- | -------- |
| 第一回                                                    | 4月10日 | 仇討ち買い         | 仇討ち買い          | 森脇京子 | 梛川善郎 |
| 第二回                                                    | 4月17日 | 商人の誇り         | 商人の矜持          | 森脇京子 | 梛川善郎 |
| 第三回                                                    | 4月24日 | ふたつの道         | 真帆                | 岡本貴也 | 小島史敬 |
| 第四回                                                    | 5月01日 | さまよう心         | 同月同日の大火 再会 | 森脇京子 | 梛川善郎 |
| 第五回                                                    | 5月08日 | 最後の約束         | 約束                | 森脇京子 | 小島史敬 |
| 第六回                                                    | 5月15日 | ふたりの夢         | さらなる試練        | 岡本貴也 | 梛川善郎 |
| 第七回                                                    | 5月22日 | 糸寒天の味         | 結実ひとつ 迷い道   | 岡本貴也 | 小島史敬 |
| 第八回                                                    | 5月29日 | 追いかけてきた過去 | 興起の時            | 森脇京子 | 梛川善郎 |
| 最終回                                                    | 6月05日 | 井川屋の暖簾       | 銀二貫              | 森脇京子 | 梛川善郎 |
| 平均視聴率 6.8%（視聴率は関東地区・ビデオリサーチ社調べ） |         |                    |                     |          |          |

### 関連番組
- 木曜時代劇 銀二貫 ぶっちゃけ本音トーク（初回放送：2014年5月5日 17:50 - 18:00、NHK総合）
出演：林遣都、松岡茉優、尾上寛之、浦浜アリサ、森脇京子

### 関連商品
ムック
- NHK 木曜時代劇「銀二貫」ガイドブック（2014年4月3日、東京ニュース通信社、ISBN 978-4-86336-392-2）

サウンドトラック
- サキタハヂメ『NHK木曜時代劇「銀二貫」オリジナル・サウンドトラック』（2014年5月21日、Suzak Musik、品番: NGCS-1040）

DVD
- 木曜時代劇 銀二貫 DVD-BOX 全3枚セット（2014年11月14日、NHKエンタープライズ、品番: 20187AA）

## 舞台

### 宝塚歌劇団版
宝塚歌劇団により、雪組公演『銀二貫 -梅が枝の花かんざし-』のタイトルで2015年11月に宝塚バウホールにて上演された。脚本・演出は谷正純、主演は月城かなと。
キャスト
- 松吉（彦坂鶴之輔） - 月城かなと
- 真帆／おてつ - 有沙瞳
- 和助 - 華形ひかる（専科）
- 善次郎 - 英真なおき（専科）
- 梅吉 - 久城あす
- 嘉平 - 奏乃はると
- お広 - 桃花ひな
- 惣右衛門（山城屋主人） - 和城るな
- お絹（山城屋の妻） - 妃桜ほのり
- 半兵衛 - 香綾しずる
- 彦坂数馬 - 香綾しずる
- 建部玄武 - 叶ゆうり
- 幼少の彦坂鶴之輔 - 彩みちる

### 松竹版
松竹の製作により、2017年6月に大阪松竹座新築開場20周年記念公演として上演された。脚本は滋井津宇、演出は鍛治明彦。
キャスト
- 松吉 - 藤山扇治郎
- 建部玄武/玄之助- 室龍太（関西ジャニーズJr.）
- 梅吉 - 藤原丈一郎（関西ジャニーズJr.）
- 亀吉 - 大橋和也（関西ジャニーズJr.）
- 定吉 - 朝田淳弥（関西ジャニーズJr.）
- 嘉平 - 赤井英和
- 真帆 - 宮嶋麻衣
- お広 - 洋あおい
- 善次郎 - 曽我廼家文童
- 井川屋和助 - 髙田次郎/桂米團治

スタッフ
- 原作 - 髙田郁
- 脚本 - 滋井津宇
- 演出 - 鍛治明彦